# Actinia

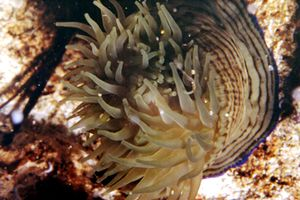
Actinia cari

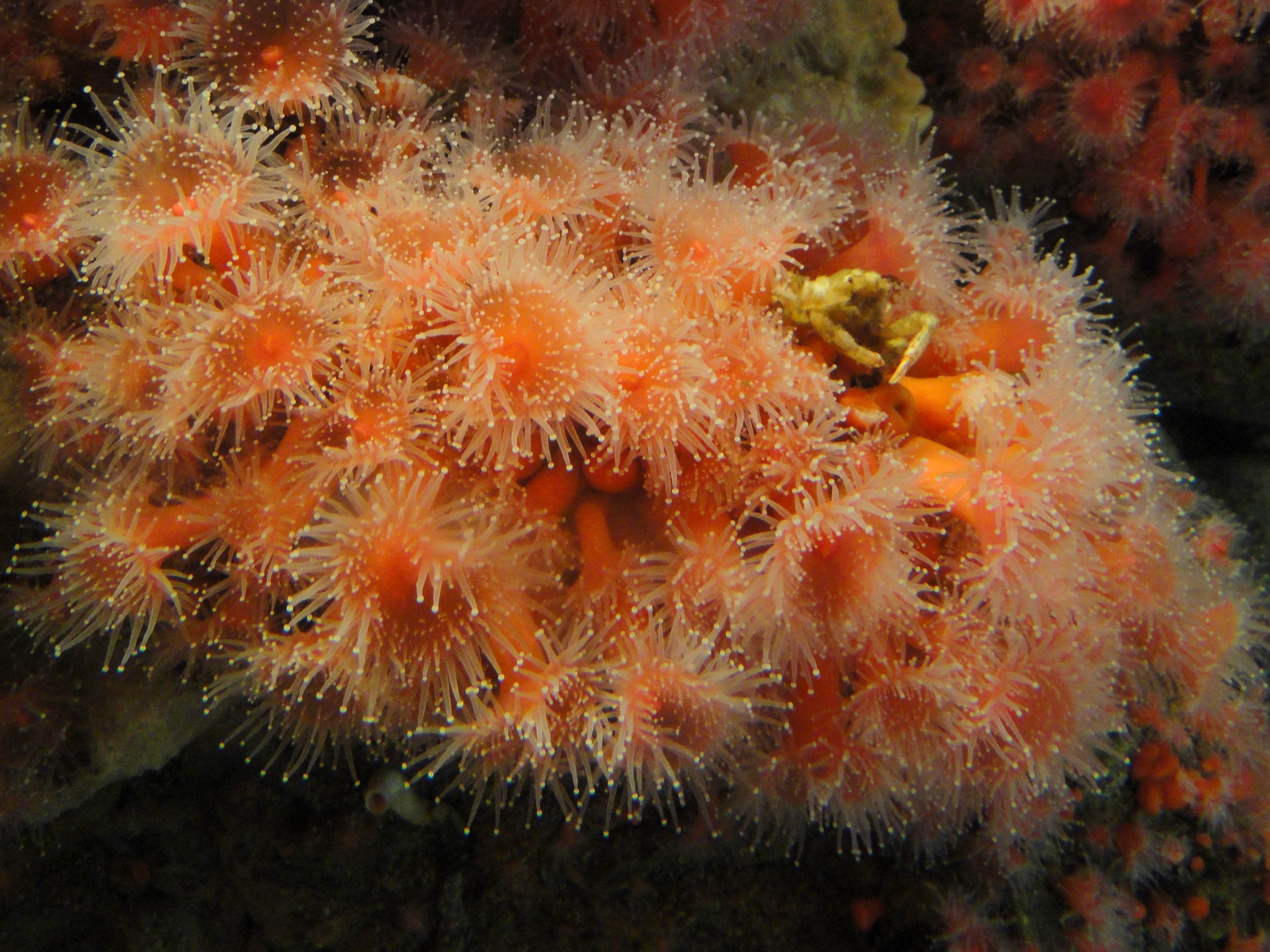
Actinia fragacea

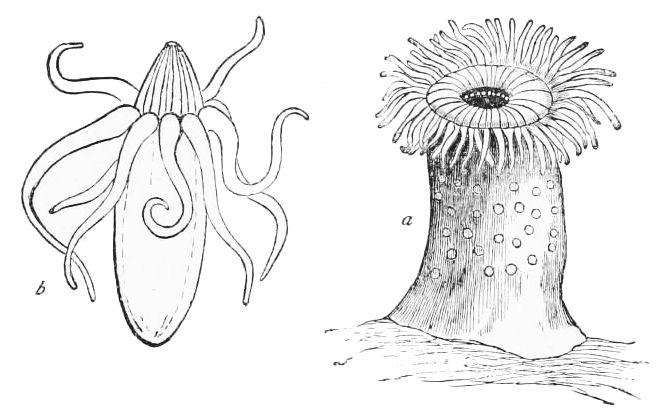
Actinia rosea

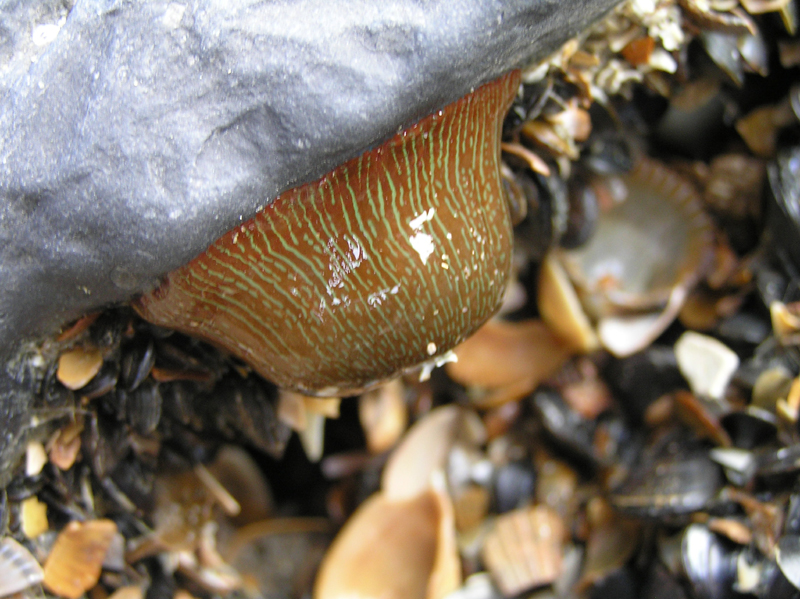
Actinia striata

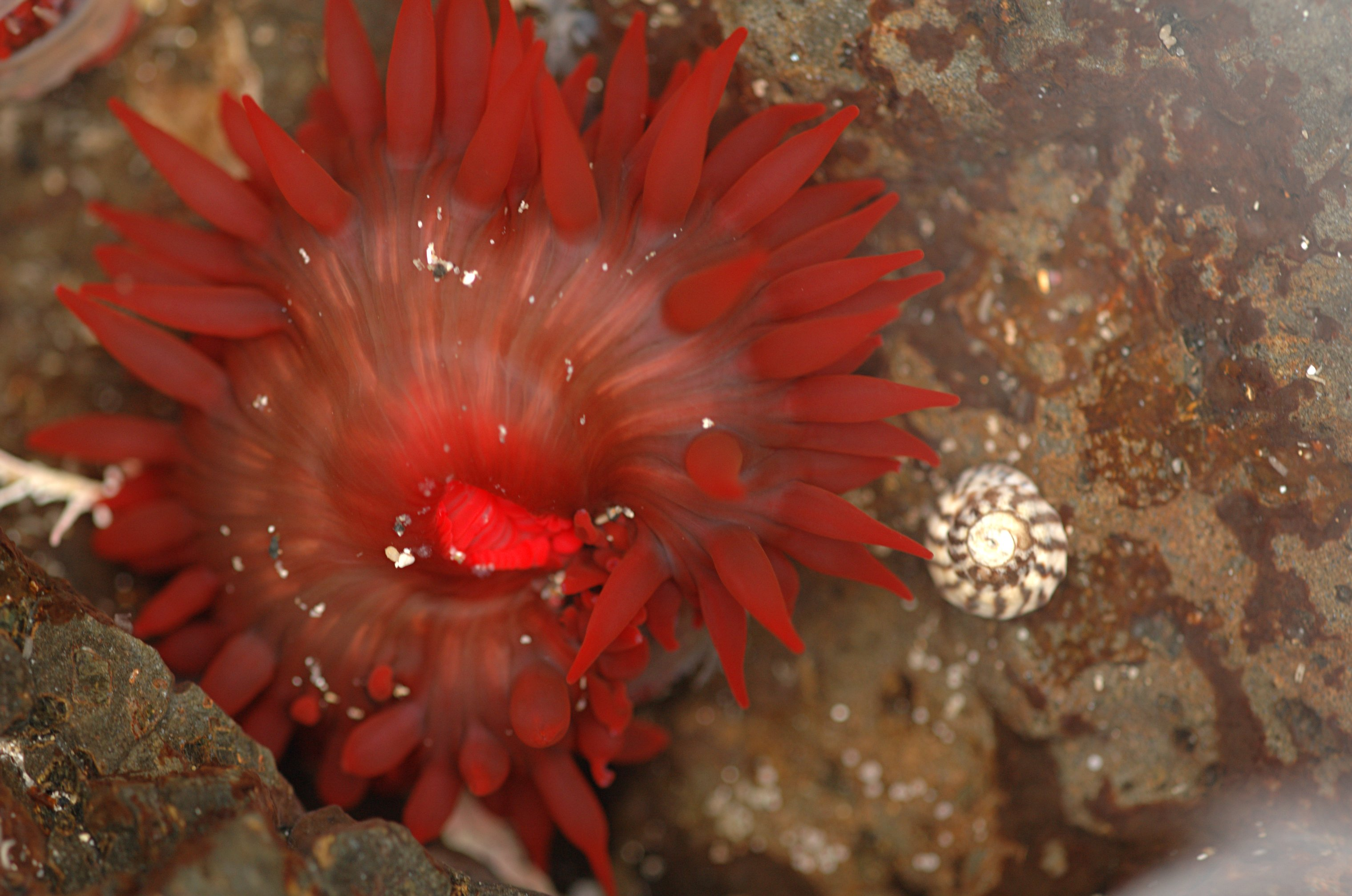
Actinia tenebrosa

Az Actinia a virágállatok (Anthozoa) osztályának tengerirózsák (Actiniaria) rendjébe, ezen belül az aktíniák (Actiniidae) családjába tartozó típusnem.

## Rendszerezés
A nembe az alábbi 62 faj tartozik:
- Actinia alba Risso, 1826
- Actinia annulata Gay, 1854
- Actinia aster Ellis, 1768
- Actinia australiensis Carlgren, 1950
- Actinia bermudensis (McMurrich, 1889)
- Actinia bicornis Müller, 1776
- Actinia capillata Gay, 1854
- Actinia cari Delle Chiaje, 1822
- Actinia chlorodactyla Brandt, 1835
- Actinia cinerea Gay, 1854
- Actinia cleopatrae Hemprich & Ehrenberg in Ehrenberg, 1834
- Actinia curta Drayton in Dana, 1846
- Actinia delicatula (Hertwig, 1888)
- Actinia dubia Lesson, 1830
- Actinia ebhayiensis Schama, Mitchell & Solé-Cava, 2012
- lóaktínia (Actinia equina) (Linnaeus, 1758)
- Actinia erythrospilota Brandt, 1835
- Actinia fiscella Müller, 1789
- Actinia fragacea Tugwell, 1856
- Actinia gelatinosa Moseley, 1877
- Actinia gemma Drayton in Dana, 1846
- Actinia gracilis Hemprich & Ehrenberg in Ehrenberg, 1834
- Actinia graminea Drayton in Dana, 1846
- Actinia grobbeni Watzl, 1922
- Actinia iris Müller, 1789
- Actinia kraemeri Pax, 1914
- Actinia laurentii Brandt, 1835
- Actinia mamillaris Quoy & Gaimard, 1833
- Actinia mediterranea Schmidt, 1971
- Actinia mertensii Brandt, 1835
- Actinia minutissima Le Sueur, 1817
- Actinia mucilaginosa - talán nem önálló faj
- Actinia nigropunctata den Hartog & Ocaña, 2003
- Actinia obtruncata Stimpson, 1853
- Actinia ostraearum Gay, 1854
- Actinia papuana Quoy & Gaimard, 1833
- Actinia prasina Gosse, 1860
- Actinia punctata Gay, 1854
- Actinia pusilla Swartz, 1788
- Actinia reclinata Bosc, 1802
- Actinia rosea Risso, 1826
- Actinia rosula Ehrenberg, 1834
- Actinia rubida Holdsworth, 1855
- Actinia rufa Risso, 1826
- Actinia sali Monteiro, Sole-Cava & Thorpe, 1997
- Actinia sanguineo-punctata Templeton, 1841
- Actinia simplex Ehrenberg, 1834
- Actinia sinensis Andres, 1883
- Actinia striata Rizzi, 1907 - habár ez a faj és az alatta levő ugyanazt a taxonnevet viselik, két külön fajról van szó; legalábbis a WoRMS szerint
- Actinia striata Quoy & Gaimard, 1833
- Actinia strigata Quoy & Gaimard, 1833
- Actinia tabella Drayton in Dana, 1846
- Actinia taeniata Gay, 1854
- Actinia tenebrosa Farquhar, 1898
- Actinia tilesii Milne Edwards, 1857
- Actinia timida Verrill, 1868
- Actinia tongana Quoy & Gaimard, 1833
- Actinia truncata Müller, 1776
- Actinia varians Müller, 1806
- Actinia violacea Risso, 1826
- Actinia volva Müller, 1776
- Actinia zonata Rathke, 1836

- Az alábbi 29 tudományos név nomen dubiumként, azaz „kétséges névként” szerepel:
  - Actinia alderi Cocks, 1851
  - Actinia anemonoides
  - Actinia arctica
  - Actinia bellii Cocks, 1850
  - Actinia brevitentaculata Quoy & Gaimard
  - Actinia brune
  - Actinia caryophillus
  - Actinia caryophyllus
  - Actinia chiococea
  - Actinia chioiocca
  - Actinia coerulea
  - Actinia echina
  - Actinia edulis
  - Actinia effta
  - Actinia felinae
  - Actinia fenili
  - Actinia fusco-rubra Quoy & Gaimard, 1833
  - Actinia hemprichii
  - Actinia margaritaceum
  - Actinia marsilii
  - Actinia mesembrianthemum
  - Actinia mesembryantheum
  - Actinia multiformis
  - Actinia parasita
  - Actinia peyssonelii
  - Actinia polymorpha
  - Actinia rubra
  - Actinia ventricosa
  - Actinia vinosa

- A három alábbi 3 faj meglehet, hogy nem ebbe a nembe tartozik:
  - Actinia atrimaculata Grube, 1840 (taxon inquirendum)
  - Actinia judaica (Linnaeus, 1761) (taxon inquirendum)
  - Actinia zebra Grube, 1840 (taxon inquirendum)